# Amerikaanse presidentsverkiezingen 1872
De Amerikaanse presidentsverkiezingen van 1872 gingen tussen de kandidaat van de Republikeinse Partij en zittend president, Ulysses S. Grant en zijn Democratische rivaal Horace Greeley. Korte tijd na de verkiezingen overleed Greeley en de door hem behaalde kiesmannen werden over diverse andere kandidaten verdeeld.

## Nominaties
De nominatie bij de Republikeinen ging unaniem naar Grant, die een tweede termijn nastreefde. Vicepresident Schuyler Colfax werd echter gepasseerd voor hernominatie ten gunste van Henry Wilson die met 400 van de 722 stemmende delegatieleden tijdens de partijconventie in 1872 de nominatie kreeg toebedeeld.
De Democraten nomineerden Greeley met grote meerderheid, terwijl als zijn running mate Benjamin Gratz Brown werd aangesteld. Een groep dissidente Republikeinen die met Grant hadden gebroken, steunde de kandidatuur van Greeley eveneens.

## Presidentskandidaten

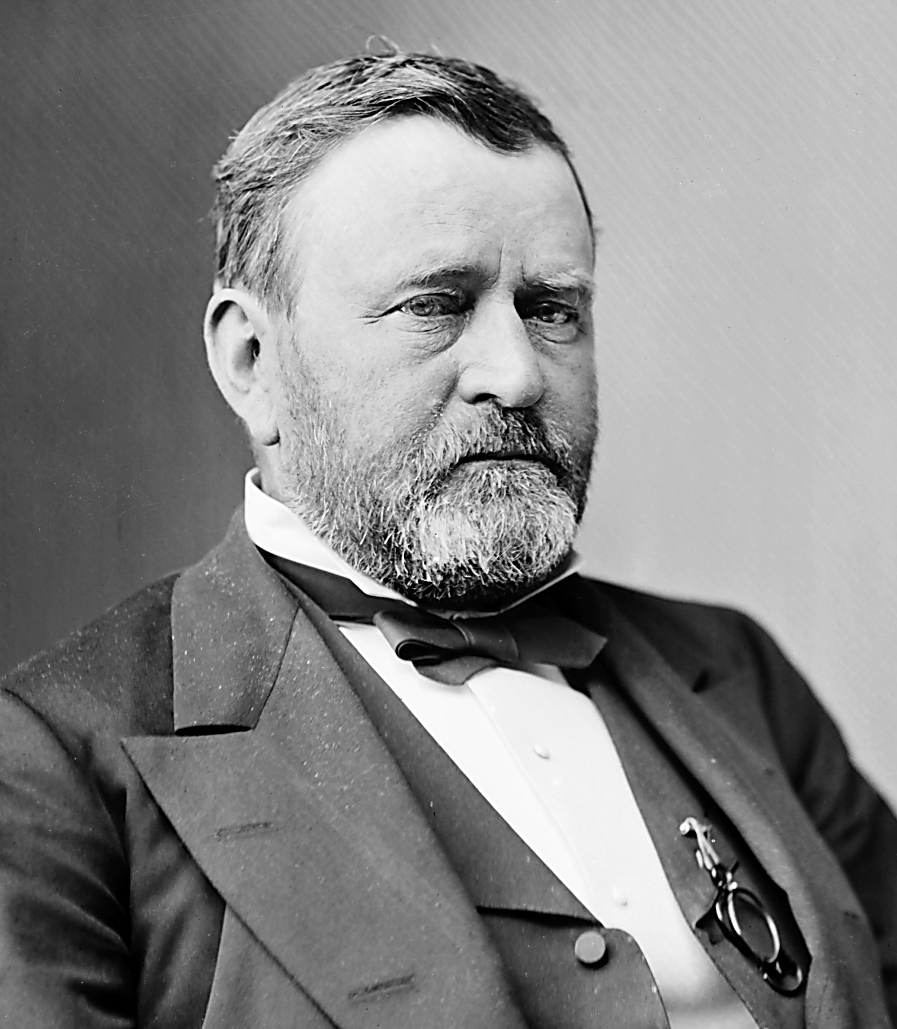
President Ulysses S. Grant uit Illinois Republikeinse Partij
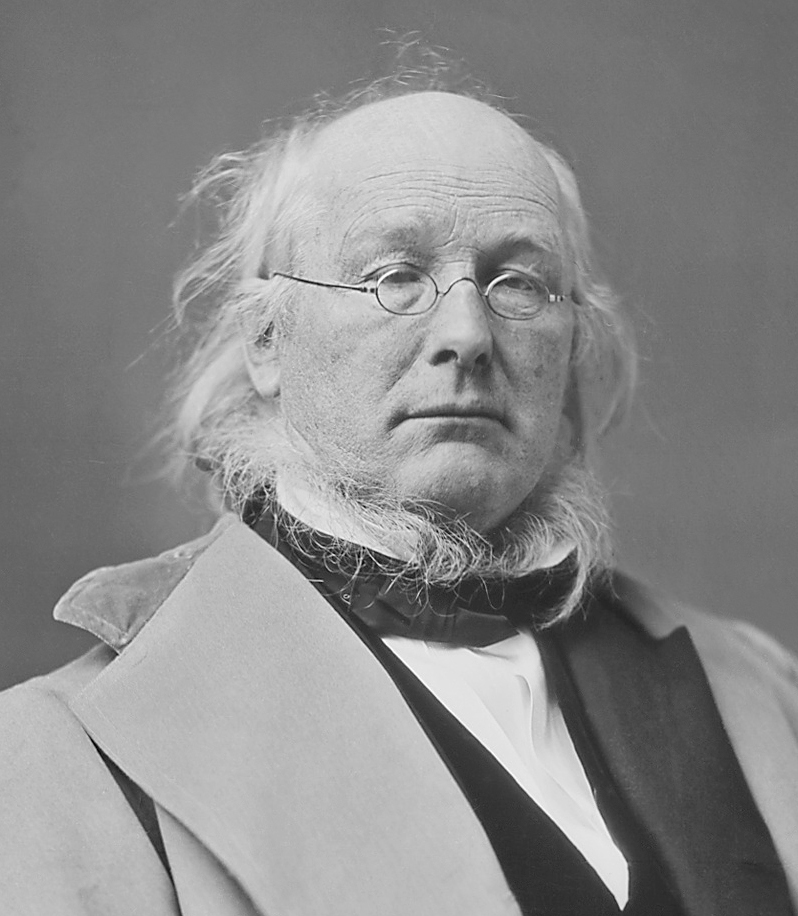
Voormalig Afgevaardigde Horace Greeley uit New York Liberaal- Republikeinse Partij (Democratische Partij)

### Vicepresidentskandidaten

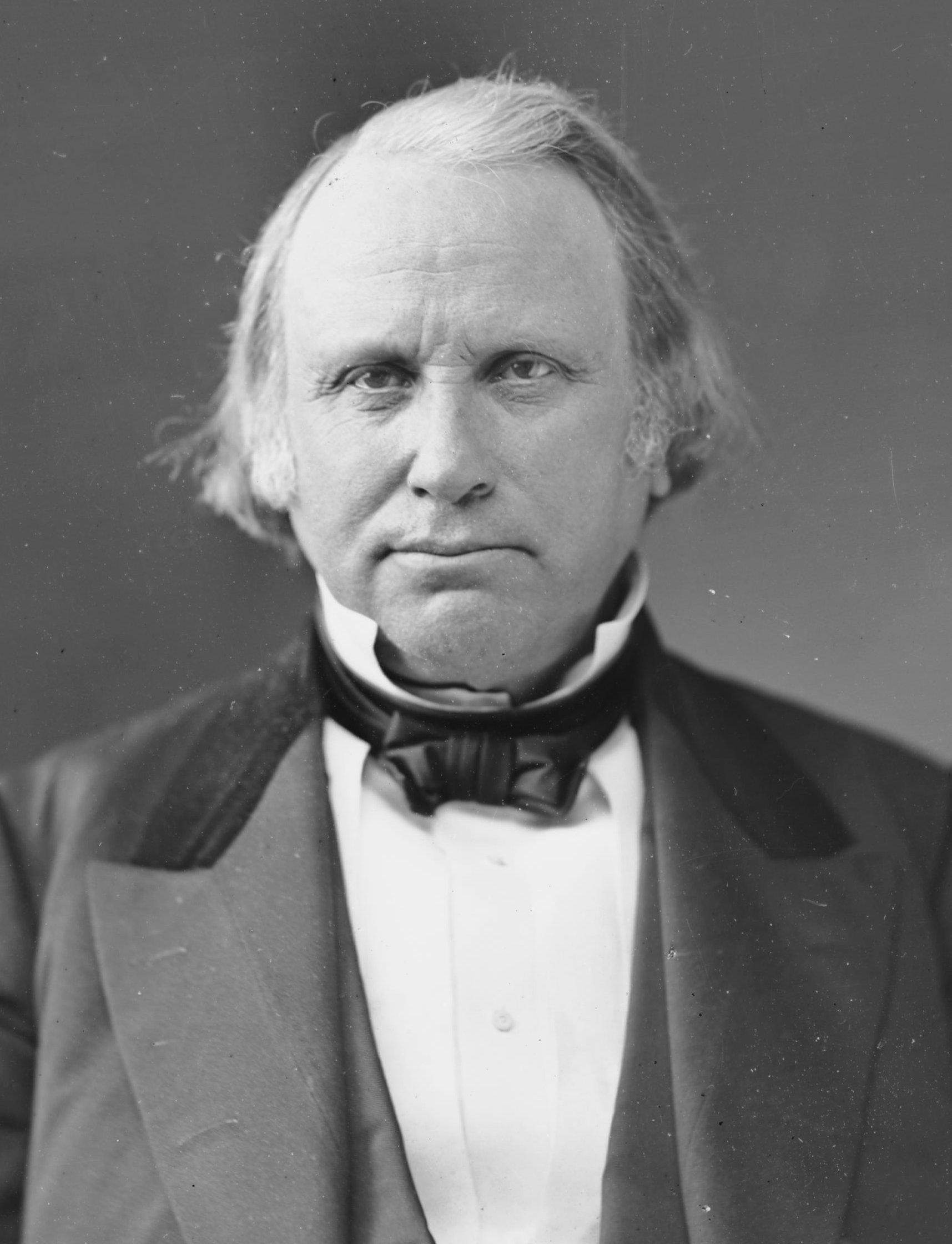
Senator Henry Wilson uit Massachusetts Republikeinse Partij
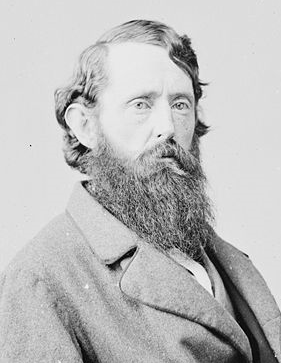
Gouverneur Benjamin Gratz Brown uit Missouri Liberaal- Republikeinse Partij (Democratische Partij)

## Campagne
De Democraten probeerden enige afstand tussen henzelf en de Burgeroorlog te scheppen daar zij zich realiseerden dat zij anders weinig kans zouden hebben om Grant van een tweede termijn te weerhouden. Zij wilden een einde aan de Reconstruction maken en vielen Grant aan op de schandalen die zijn regering had ondergaan.
De Republikeinen op hun beurt wezen op Greeleys verleden als journalist en zijn geringe politieke ervaring. Ook Grants status als oorlogsheld werd door zijn campagne bij herhaling opgevoerd.

## Uitslag
Grant won eenvoudig met 56% van de uitgebrachte stemmen. Tevens veroverde Grant 286 kiesmannen in het kiescollege, tegenover 66 voor Greeley. Door het plotselinge overlijden van Greeley kozen de kiesmannen die voor hem zouden hebben gestemd, voor diverse andere Democraten. Drie kiesmannen kozen voor de overleden kandidaat zelf, maar deze stemmen werden door het Congres ongeldig verklaard.
| Kandidaat        | Partij               | Stemmen   | Percentage | Kiesmannen | Running mate         |
| ---------------- | -------------------- | --------- | ---------- | ---------- | -------------------- |
| Ulysses S. Grant | Republikeinse Partij | 3.597.439 | 55,6%      | 286        | Henry Wilson         |
| Horace Greeley   | Democratische Partij | 2.833.710 | 43,8%      | 66*        | Benjamin Gratz Brown |
| Overigen         |                      | 40.834    | 0,6%       | 0          |                      |
| TOTAAL           |                      | 6.471.983 | 100%       | 352        |                      |

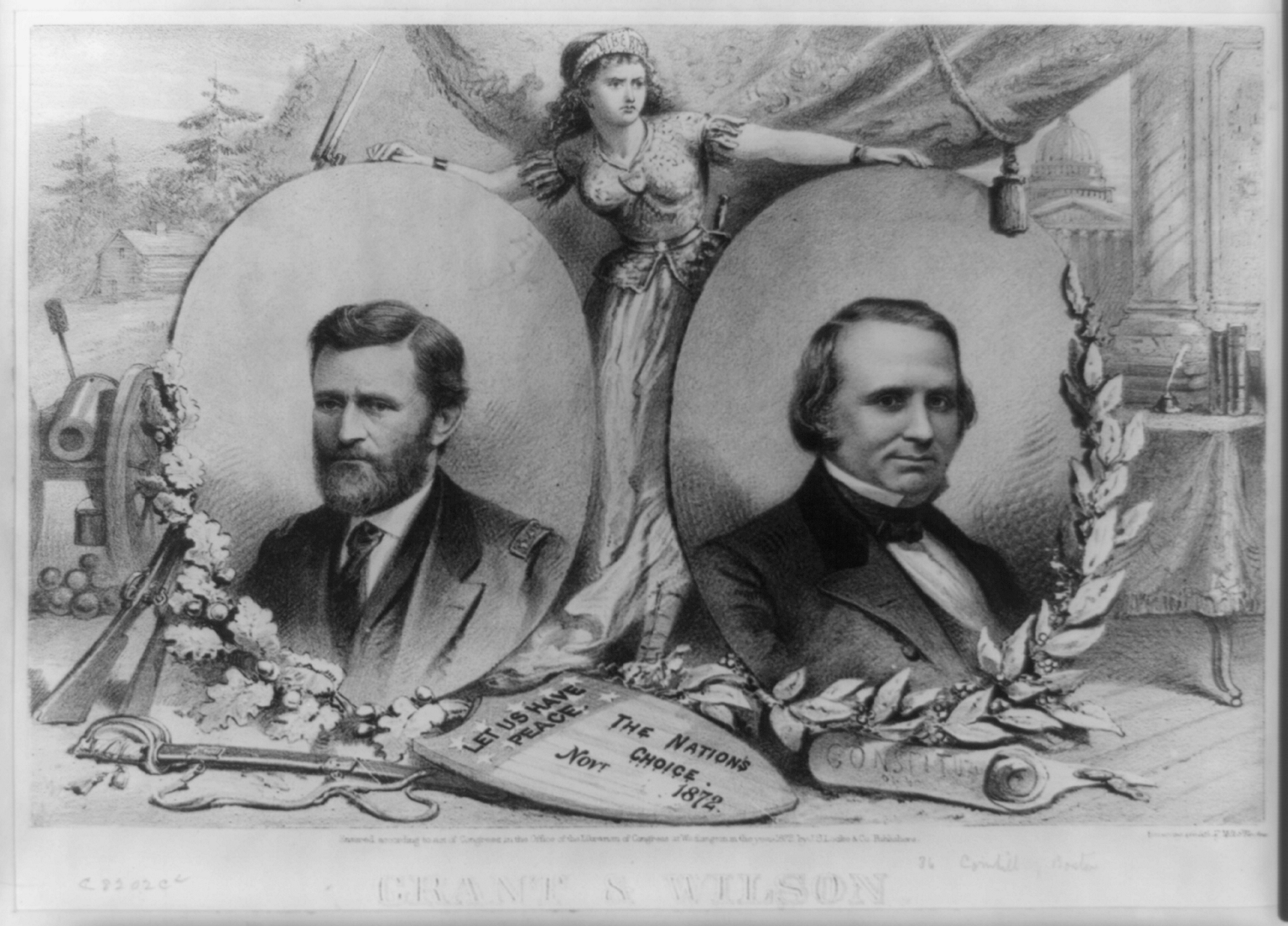
Verkiezingsposter voor Grant en Wilson, het Republikeinse ';'ticket

* Door Greeleys overlijden, voordat de kiesmannen hun stem konden uitbrengen, kregen in totaal 6 andere kandidaten deze kiesmannen achter zich voor de positie van president en 8 voor die van vicepresident.